# ゲルト・クナッパー
ゲルト・クナッパー（ドイツ語: Gerd Knäpper、1943年（昭和18年）1月25日 - 2012年（平成24年）11月2日）は、ドイツ出身の、日本の栃木県芳賀郡益子町と、茨城県大子町の陶芸家、造形作家である。

## 生涯
1943年1月25日、西ドイツ（現在のドイツ）のヴッパータールに手工芸家の五男として生まれる。幼い頃から絵画などに親しみ、金細工職人志望であったが、戦時中に破壊された建物の再建の為に室内装飾業に就職、塗装工として3年間の修行を積む。
修行期間が修了した18歳の時、工芸家と芸術家の道を諦められなかったクナッパーは家を出て、世界放浪の旅に出た。スカンジナビアを含む欧州、中東、インド、スペインのカナリア諸島から、ヨットで仲間たちと大西洋を横断し、西インド諸島を訪ねた後アメリカへと渡る36ヶ国もの国々を訪ね回る世界旅行を行い、世界中の異なる文化を体験し知識を積み重ねていった。
この時期に日本へと向かう計画も浮上したが、1964年東京オリンピック開催時期と重なり、その喧騒を避けるために「大いなる目標であった日本訪問」を一旦は断念したという。
1964年、ニューヨークで塗装工として働いた後、肖像画家の助手として働きながらブルックリン美術館やメトロポリタン美術館を何度も訪れ、南米やメキシコの前コロンビア期陶器や、極東の中国、朝鮮、日本の陶器を見聞し、それらを比較し研究する機会を得る。そして美術館からの説明により、茶道を知るきっかけとなった。
アラスカへ移り、エスキモーの商業芸術家として働き、加藤唐九郎に会うために、1967年（昭和42年）、サンフランシスコから貨物船に乗り初めて日本へ渡った。
瀬戸の鈴木青々に一年間師事。そして人間国宝・濱田庄司を益子に訪ねた後、お金が尽きたためドイツへ一旦帰国した。
ドイツで1年と半年、陶芸修行をした後、英国のセント・アイヴス（St. Ives）へ行き、バーナード・リーチを訪ね、後に人間国宝となる島岡達三を紹介される。島岡の助言に従い、栃木県益子町へ移住、塚本製陶所において伝統陶芸を修行。1969年（昭和44年）9月、26歳にして外国人で始めて益子で窯を築き独立した。
ハワイ大学より招待を受け講演を行い、ホノルルのDaisy's Galleryにて個展を開く。
「外国人には日本の陶芸はわからない」と批判の声も耳にした。しかし1971年（昭和46年）6月、毎日新聞創刊百年記念・第一回日本陶芸展にて「日本の精神を最も良く表現する」制作に対する優秀作品賞である文部大臣賞を受賞した。審査員は、かつて世界柔道選手権で日本人選手を破ったオランダ人選手になぞらえ「日本の陶芸の勝利である。しかしそれと共に日本人陶芸家の敗北である」と評した。
こうして無名だった28歳の外国人陶芸家は日本の陶芸界に一躍知られるようになり、その身辺は一変した。そしてクナッパーが持っていた「自分の道を探し求める迷い」は消え、「一生、日本で焼き物をやろう」と本格的に益子、そして日本での作陶活動に勤しむことを決意した。
同年より日本文化庁主催の現代日本陶芸展巡回展（アメリカ、カナダ、イギリス）に参加するなど、精力的に活動を行うようになる。
そして益子へ訪ねて来た日本人女性のキエ子と出会い結婚し、日本で一家を構えることになる。
1974年（昭和49年）10月、知り合いに古民家を紹介されて茨城県久慈郡大子町に移住した。その翌年には登り窯を築き、江戸時代末期に建てられた廃屋も同然だった茅葺き屋根の古民家を自らの手で修繕しながら自給自足の作陶活動に勤しむ環境を手に入れた。
1975年、ドイツ・ハンブルクの国立工芸館100周年記念祭の展示として「島岡達三とゲルト・クナッパーの2人展」を開催。韓国、ソウルにてゲーテ・インスティトゥートのオープン記念展示。沖縄、琉球新報90周年記念展を開催する。
1986年、第25回日本現代工芸美術展にて内閣総理大臣賞受賞。銀座和光にて個展。1991年、ドイツ連邦共和国功労勲章功労十字小勲章受賞。1996年、ドイツにて「島岡達三とゲルト・クナッパー　第二回極東の陶芸家展」開催。
2000年（平成12年）から2003年（平成15年）には、NHK地域放送文化賞受賞。ドイツにて「島岡達三とゲルト・クナッパー　第三回極東の陶芸家展」開催。
2007年（平成19年）、自宅の長屋門を自らの手で約2年掛けて改装し、「ゲルト・クナッパーギャラリー」を開館した。オープン初日には全国から約400人の人々がお祝いに駆けつけた。
2010年（平成22年）に日独交流150周年記念・日独友好賞を受賞。11月12日には、茨城県の文化の振興/功労賞を受賞。
2012年（平成24年）11月2日に病のため逝去。享年70。

## 弟子
- 篠崎英夫[10]

## 関連文献
ゲルト・クナッパー『ゲルト・クナッパー』講談社　1989（ISBN 4-06-204376-9）